# Schelmish
Schelmish ist eine Mittelalterrock-Band aus Bonn. Die Band wurde 1999 anlässlich des Geburtstags der Mutter von Des Demonia (Bandmitglied) gegründet und am 15. Dezember 2012 im Brückenforum in Bonn aufgelöst. Seit 2023 treten Schelmish wieder sporadisch auf. Die Band besteht aktuell aus Teilen der Stammbesetzung: Dextro, Rimsbold Desdemonia und Picus sowie aus den Neuzugängen Melitta und Aaron vom Donnerschlage.
Die Sprache der Lieder variiert zwischen dem Deutschen, Englischen, Französischen, Lateinischen und alten Sprachen.

## Bandgeschichte
Musikalisch hat Schelmish die Wurzeln im Irish Folk. Heute sind sie wohl am ehesten „Mittelalter-(Punk-)Rock“ zuzuordnen.
Die erste CD von Schelmish heißt Von Räubern, Lumpen und anderen Schelmen und erschien 2000. Auf dieser CD ist die Urbesetzung von Schelmish zu finden. Die CD besteht aus traditionellen, mittelalterlichen Liedern, ebenso wie die zweite CD Aequinoctium (2001).
2002 erschien mit Codex Lascivus, auf der sich erstmals auch eigene Stücke der Band finden. Vierte CD war Tempus mutatur (2003). Besonders daran Tempus mutatur ist ein Bonustrack, bei dem zusätzlich E-Gitarren und Bass zum Einsatz kamen. Gastsänger bei Veris Dulcis und Le pôvre Villon ist Michael Robert Rhein von In Extremo. Erscheinungsjahr ist 2003.
Nach den vier Studioalben von Schelmish erschien die Maxi-Single Si salvas me, welche drei Versionen von Si salves me, der Hymne der Burg Satzvey, und einen weiteren Track enthält. Die Maxi-Single, die im Jahr 2003 erschien, ist ein Vorgeschmack auf das nachfolgende Studioalbum Igni Gena, da der Track Si salvas me auf dieser zu finden ist. Seit dieser CD ist Luzi das L bei Schelmish dabei, Baccata verließ Schelmish aus gesundheitlichen Gründen.
Mit der fünften CD, Igni Gena, aus dem Jahr 2004 erkennt man, dass der Rhythmus deutlich schneller ist als bei den vorherigen Alben. Außerdem gibt es ein mit Hip-Hop/Rap angehauchtes Stück – Ich was ein Chint –, welches eine Variation des mittelalterlichen Ich was ein Chint so wolgetan aus den Carmina Burana ist. Gastsänger bei diesem Lied ist erneut Michael Rhein von In Extremo. Eine Coverversion von Johnny Cashs Ring of Fire mit mittelalterlichen Instrumenten und dem Gesang von Dextro ist auch enthalten.
2005 kam Schelmish dem Wunsch nach einer Live-CD nach und es erschien eine Live-CD namens Schelmish – Live. Auf der CD befindet sich der komplette Liveauftritt inklusive Intro und Ansagen aus der Kulturfabrik Krefeld vom 29. Januar 2005. Gastspielerin ist die rote Füchsin von Filia Irata. Amsel von Nydeggen ist bei dieser Live-CD nicht mehr dabei.
Zwei Monate danach erschien ihre erste DVD, Coetus. Diese enthält neben Auftritten aus der KuFa Krefeld (Live-CD) auch andere Auftritte aus verschiedenen Touren (u. a. mit dem letzten Einhorn und Flex dem Biegsamen von In Extremo), zwei Musikvideos als Vorgeschmack auf die nachfolgende CD Mente Capti, zahlreiche Interviews, CD-Previews, Fotos, Eastereggs und einen Spielfilm über Schelmish. Außerdem gilt diese DVD nebenbei als Abschiedprojekt für Amsel von Nydeggen. Sie ist auf älteren Tourauftritten und im Spielfilm zu sehen. Ebenfalls im Spielfilm zu sehen ist die rote Füchsin von Filia Irata.
Mente Capti ist der Name des sechsten Studioalbums, das im Juli 2006 veröffentlicht wurde. Zum ersten Mal seit Codex Lascivus bestand die Band wieder aus acht Mitgliedern, da sie durch den Gitarristen Marquis de Guis und den Bassisten Naj O, den Reinen (später durch Johannes, den Säufer ersetzt) erneut komplettiert wurden.
Während auf den Vorgängeralben fast ausschließlich Lieder mit mittelalterlichen Instrumenten gespielt wurden, standen bei Mente Capti diesmal Lieder mit Rockinstrumenten, also E-Gitarren, Schlagzeug und E-Bass, im Vordergrund. Auf diese Weise wurden alte Lieder neu interpretiert (Rabenballade), aber auch neue Lieder und Texte geschrieben, die von Liebe und Schwermut (Weiße Fesseln, Der letzte Kuss) und Spaß (Pank!) handeln. Der Gesang wurde diesmal hauptsächlich von Rimsbold übernommen, während Dextro und Fragor sich stärker auf Saiteninstrumente, Luzi und Des Demonia auf Blasinstrumente und Sakepharus auf das Schlagzeug konzentrierten.
Anfang 2007 verließ Sakepharus die Band und zog sich in sein Familienleben zurück. Sein Ausstieg wurde schon zwei Monate vorher angekündigt, und als neue Mitglieder kamen zeitgleich Dschieses und Picus (von Vivus temporis, die sich gerade aufgelöst hatten) in die Band. Auch Johannes der Säufer verließ die Band zum 30. Juni 2007 und wurde am Bass durch Sideribus illustris ersetzt.
Am 19. Oktober 2007 wurde das siebte Album der Band mit Namen Wir werden sehen veröffentlicht und gleichzeitig eine Tournee gestartet. Als Single erschien bereits im September Moor, die zwei Titel der CD und zwei Stücke, die nicht auf dem Album zu finden sind, beinhaltet.
Anfang 2008 verließen Dschieses und Sidberibus die Band aus zeitlichen Gründen wieder. Ihre Nachfolger wurden Samtron am Schlagzeug und Alexis de la Vega am Bass. Nach fast sieben Jahren verließ dann im April 2008 auch Fragor die Band. Nachdem er schon 2007 nur noch auf Mittelalter-Auftritten und nicht mehr auf Rockkonzerten präsent war, zog er sich nun endgültig in sein Privatleben zurück. Seine Nachfolge am Schlagwerk trat ebenfalls Samtron an. Weitere personelle Veränderungen folgten. Gitarrist Marquis de Guis verließ aus familiären Gründen die Band und wurde von Daniel San abgelöst. Auch Bassist Alexis de la Vega konnte aus beruflichen Gründen der Band nicht mehr die erforderliche Zeit widmen. Sein Nachfolger wurde Der Hai. Außerdem gab es zum ersten Mal seit der Gründung im harten Kern von Schelmish eine Veränderung: Rimsbold von Tiefentann konnte aus zeitlichen Gründen nur noch das Rockprogramm bestreiten, im Mittelalterprogramm machten Schelmish als Quintett mit nur drei Dudelsackspielern weiter.
Anfang des Jahres 2009 wurden die Arbeiten zum Album Die hässlichen Kinder aufgenommen, welches im Oktober veröffentlicht wurde. Daniel San und Der Hai verließen jedoch zwei Wochen vor Tourstart die Band wieder, woraufhin Schelmish gezwungen waren, in kürzester Zeit neue Musiker zu finden, um die Tour durchführen zu können. Okusa der Bullige (Patrick Lange, vormals bei Tanzwut und Corvus Corax) und Der Zahl nahmen die Herausforderung an und spielten die Tour mit Schelmish. Beide entschieden sich bei Schelmish zu bleiben und fortan Gitarre und Bass zu spielen. Samtron verließ den Mittelalterbereich und übergab an Patrick das Schlagwerk, um nur noch Bestandteil der Rockformation zu sein.
Im April 2010 erschien das neue Studioalbum Persona non grata, an welchem die Band, zum ersten Mal seit Igni Gena, den mittelalterlichen Pfad weiterführen möchte. Es wurde nur auf Konzerten, als Download und zur Online-Bestellung angeboten, nicht jedoch im Fachhandel. Zwischenzeitlich hat sich auch Samtron aus zeitlichen Gründen von der Band zurückgezogen, sein Nachfolger am Schlagzeug ist Danu, der erstmals beim Wacken Open Air 2010 zum Einsatz kam.
Zum Ende des Jahres 2010 wurde der Ausstieg von Luzi, das L nach mehr als sieben Jahren Zusammenarbeit aus privaten Gründen verkündet, der vom Frühjahr 2011 bis 2025 Bandmitglied bei Saltatio Mortis war. Auch Okusa der Bullige verließ die Band wieder, aufgrund der räumlichen Distanz zum Rest der Band. Die frei gewordenen Posten im Mittelalterprogramm wurden daraufhin wieder von Rimsbold und von Danu übernommen.
Ende 2012 löste sich die Band auf und gründete sich als InVictus neu.

## Diskografie

### Alben
- 2000: Von Räubern, Lumpen und anderen Schelmen
- 2001: Aequinoctium
- 2002: Codex Lascivus
- 2003: Tempus Mutatur
- 2004: Igni Gena
- 2005: Schelmish live (Live-CD)
- 2006: Mente Capti
- 2007: Wir werden sehen
- 2009: Die hässlichen Kinder
- 2010: Persona non grata

### Maxi-Singles
- 2003: Si salvas me (Hymne der Burg Satzvey)
- 2007: Moor

### DVDs
- 2005: Coetus